# Juri Chitrin
Juri Alexandrowitsch Chitrin (russisch Юрий Александрович Хитрин; * 24. August 1946 in Alma-Ata, Kasachische SSR; † 18. Oktober 2004) war ein kasachischer Jurist.

## Leben
Juri Chitrin wurde 1948 in Alma-Ata geboren. Im Oktober 1970 schloss er ein Studium der Rechtswissenschaften an der Staatlichen Kasachischen Universität ab.
Nach seinem Abschluss arbeitete Chitrin zunächst bei der Staatsanwaltschaft des Stadtbezirks Kalininski (heute Bostandyq) der Stadt Alma-Ata, bei der Staatsanwaltschaft der Kasachischen SSR und als Chef der Untersuchungsabteilung der Staatsanwaltschaft von Alma-Ata. Seit 1977 war er stellvertretender Leiter der Ermittlungsabteilung der Staatsanwaltschaft der Kasachischen SSR, bevor er 1980 Staatsanwalt der Oblast Zelinograd wurde. Zwischen 1987 und 1990 war er Chef der Abteilung für die Aufsicht über die Einhaltung der Gesetze in den sowjetischen Arbeitskolonien und anschließend bekleidete er das Amt des ersten stellvertretenden Staatsanwalts der Kasachischen Sowjetrepublik.
Im Dezember 1990 war er in beratender Funktion der Regierung in Fragen bezüglich Staat und Recht tätig. Er war von 1991 bis 1993 Vorsitzender des Ausschusses für den Schutz der Verfassungsordnung der Republik Kasachstan. Im Juli 1992 wurde Chitrin zum stellvertretenden Generalstaatsanwalt Kasachstans und zugleich zum Militärstaatsanwalt des Landes ernannt. Seit Oktober 1995 war er Oberster Militärstaatsanwalt und ab November 1997 Generalstaatsanwalt Kasachstans. Nach rund drei Jahren an der Spitze der Generalstaatsanwaltschaft wurde er am 21. Dezember 2000 zum Vorsitzenden des kasachischen Verfassungsrates ernannt. Am 13. Juli 2004 wurde er durch ein Dekret des Präsidenten zum ersten stellvertretenden Befehlshaber der Republikanischen Garde ernannt.
Er starb am 18. Oktober 2004.